# 浜田輝男
浜田 輝男（はまだ てるお、1941年4月1日 - 2000年7月14日）は、神奈川県横浜市出身の実業家。北海道国際航空株式会社創業者。

## 人物
横浜市鶴見の工業地帯に生まれ、高校時代に自衛隊パイロット試験を受けるも母親に反対され断念し経済的事情から国立大学進学へ転向、故郷から離れた大学にしたいという理由から1959年に帯広畜産大学に入学、大学時代に触れた自然美から北海道への愛着を深める。
1963年に卒業後、起業に向けての資金を貯めるべくファイザー製薬に就職し1年間の東京勤務の後札幌営業所へ転勤し、獣医免許を活かし動物用医薬品の販売を手掛ける。1971年に退職し養鶏業「北海スターチック株式会社」を設立、白老町の農場を借り上げて創業し徹底的な効率化で鶏卵の価格を維持しつつ規模拡大を図りその後7箇所50万羽の規模に拡大させた。
1996年には幅運賃制度導入による航空運賃値上げをきっかけに札幌-東京間の航空運賃の低減を目指し静修女子大学（現・札幌国際大学）の山本克郎教授らとともに新規航空会社の研究会を立ち上げ、北海道内のベンチャー企業などの若手経営者らとともに自らが中心となって同年11月14日「北海道国際航空株式会社（現・AIRDO）」を設立した。1998年12月20日に念願の1号機を新千歳 - 羽田間に就航させた。
2000年7月13日、2号機導入の協力を受けた日本航空を訪れるため上京し、技術員との懇談会に出席した後、23時40分頃、都内の知人宅にて突然、心臓疾患で倒れ救急搬送されたが、翌7月14日午前1時18分、死亡確認。念願の「2号機就航」まで辿り着いた矢先のトップの急死であった。享年59。

## 来歴
- 1941年4月1日 横浜市で生まれる。
- 1959年4月 北海道に渡り帯広畜産大学獣医学科に入学。
- 1963年3月 同大卒業。
- 1963年4月 台糖ファイザー（現ファイザー株式会社）入社。
- 1969年3月 同社札幌畜産課長。
- 1971年9月 北海スターチック株式会社設立。代表取締役。
- 1989年5月 株式会社コロンブス・スピリッツ設立。代表取締役。
- 1996年11月 北海道国際航空株式会社設立。代表取締役副社長。
- 1999年12月 同社代表取締役社長。
- 2000年7月14日 心臓疾患のため死去。

## 著作
『AIRDO(エア・ドゥ）ゼロから挑んだ航空会社』（WAVE出版、1999年、ISBN 4-87290-059-6）

## 家族
兄弟に浜田政則早稲田大学教授、濱田康行（北海道大学名誉教授）らがいる。